# Olympische Sommerspiele 2004/Teilnehmer (Paraguay)
| Gelbes Symbol für Goldmedaillen mit stilisierten Olympischen Ringen | Graues Symbol für Silbermedaillen mit stilisierten Olympischen Ringen | Braundes Symbol für Bronzemedaillen mit stilisierten Olympischen Ringen |
| ------------------------------------------------------------------- | --------------------------------------------------------------------- | ----------------------------------------------------------------------- |
| —                                                                   | 1                                                                     | —                                                                       |

Paraguay nahm an den Olympischen Sommerspielen 2004 in Athen, Griechenland, mit einer Delegation von 27 Sportlern (25 Männer und zwei Frauen) teil.

## Medaillengewinner
Mit einer gewonnenen Silbermedaille belegte das Team Platz 65 im Medaillenspiegel.

### Silber
| Namen | Sportart | Wettkampf       |
| --- | -------- | --------------- |
| Fredy Bareiro, Diego Barreto, Édgar Barreto, Pedro Benítez, Ever Caballero, José Saturnino Cardozo, Ernesto Cristaldo, José Devaca, Osvaldo Díaz, Julio César Enciso, Celso Esquivel, Diego Figueredo, Carlos Gamarra, Pablo Giménez, Julio González, Julio Manzur, Víctor Mareco, Emilio Martínez, Rodrigo Romero, Roque Santa Cruz, Aureliano Torres & Nelson Valdez | Fußball  | Herrenwettkampf |

## Teilnehmer nach Sportarten

### Fußball
- Herrenteam
Silber

- Kader
Fredy Bareiro
Diego Barreto
Édgar Barreto
Pedro Benítez
Ever Caballero
José Saturnino Cardozo
Ernesto Cristaldo
José Devaca
Osvaldo Díaz
Julio César Enciso
Celso Esquivel
Diego Figueredo
Carlos Gamarra
Pablo Giménez
Julio González
Julio Manzur
Víctor Mareco
Emilio Martínez
Rodrigo Romero
Roque Santa Cruz
Aureliano Torres
Nelson Valdez

### Leichtathletik
- Diego Ferreira
100 Meter: Vorläufe

- Leryn Franco
Frauen, Speerwerfen: 42. Platz in der Qualifikation

### Rudern
- Daniel Sosa
Einer: 24. Platz

- Rocio Rivarola
Frauen, Einer: 21. Platz

### Schwimmen
- Sergio Cabrera
200 Meter Schmetterling: 35. Platz